# 聖拉斐爾佩特薩爾
聖拉斐爾佩特薩爾（西班牙語：San Rafael Pétzal），是危地馬拉的城鎮，位於該國西北部，由韋韋特南戈省負責管轄，面積18平方公里，海拔高度2,145米，2002年人口6,420，人口密度每平方公里356.67人。
15°25′N 91°40′W / 15.417°N 91.667°W